# Hvězda (přírodní památka)
Hvězda je přírodní památka na území města Litovle v okrese Olomouc. Oblast spravuje regionální pracoviště Olomoucko Agentury ochrany přírody a krajiny ČR.

## Geografická poloha
Chráněné území se nachází na jihozápadním okraji města v těsném sousedství železniční zastávky Litovel-město na trati Červenka–Prostějov. Přírodní památka je součástí Chráněné krajinné oblasti Litovelské Pomoraví a stejnojmenné evropsky významné lokality a ptačí oblasti.

## Název
Na hranici dvou chráněných území – přírodních památek Malá Voda a Hvězda – je místo, kde se protíná pět ramen řeky Moravy, přičemž dvě z těchto ramen přímo vymezují hranici přírodní památky Hvězda. Při pohledu z výšky soutok připomíná svým tvarem hvězdu a to bylo příčinou vzniku názvu zmíněného území.

## Předmět ochrany
Území přírodní památky je pokryto vlhkými loukami a pozůstatky bažinného lesa. Podklad nivy je tvořen spodním štěrkopískovým souvrstvím a horním souvrstvím povodňových sedimentů, na nichž se nacházejí nivní půdy - tzv. fluvizemě.
Předmětem ochrany jsou mokřadní biotopy s vytvořeným sledem fytocenóz od bažinných luk k fragmentům měkkého luhu. Na území je bohatý výskyt obojživelníků : skokan štíhlý (Rana dalmatina), skokan skřehotavý (Pelophylax ridibundus), rosnička zelená (Hyla arborea), čolek obecný (Lissotriton vulgaris). Hnízdí zde rákosníci, kachna divoká či lyska černá. V oblasti Hvězdy, ačkoli se nachází nedaleko rušného centra města, se dokonce objevil bobr evropský (Castor fiber) nebo ondatra pižmová (Ondatra zibethicus). Na chráněném území se vyskytují též různé druhy vážek a motýlů, mezi nimiž vyniká modrásek bahenní (Phengaris nausithous) a ohniváček černočerný ().

## Galerie

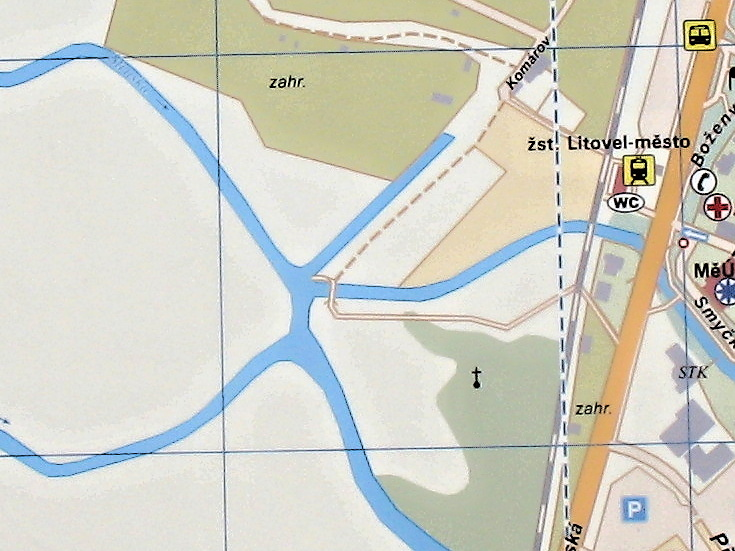
Křížení ramen Moravy u Litovle
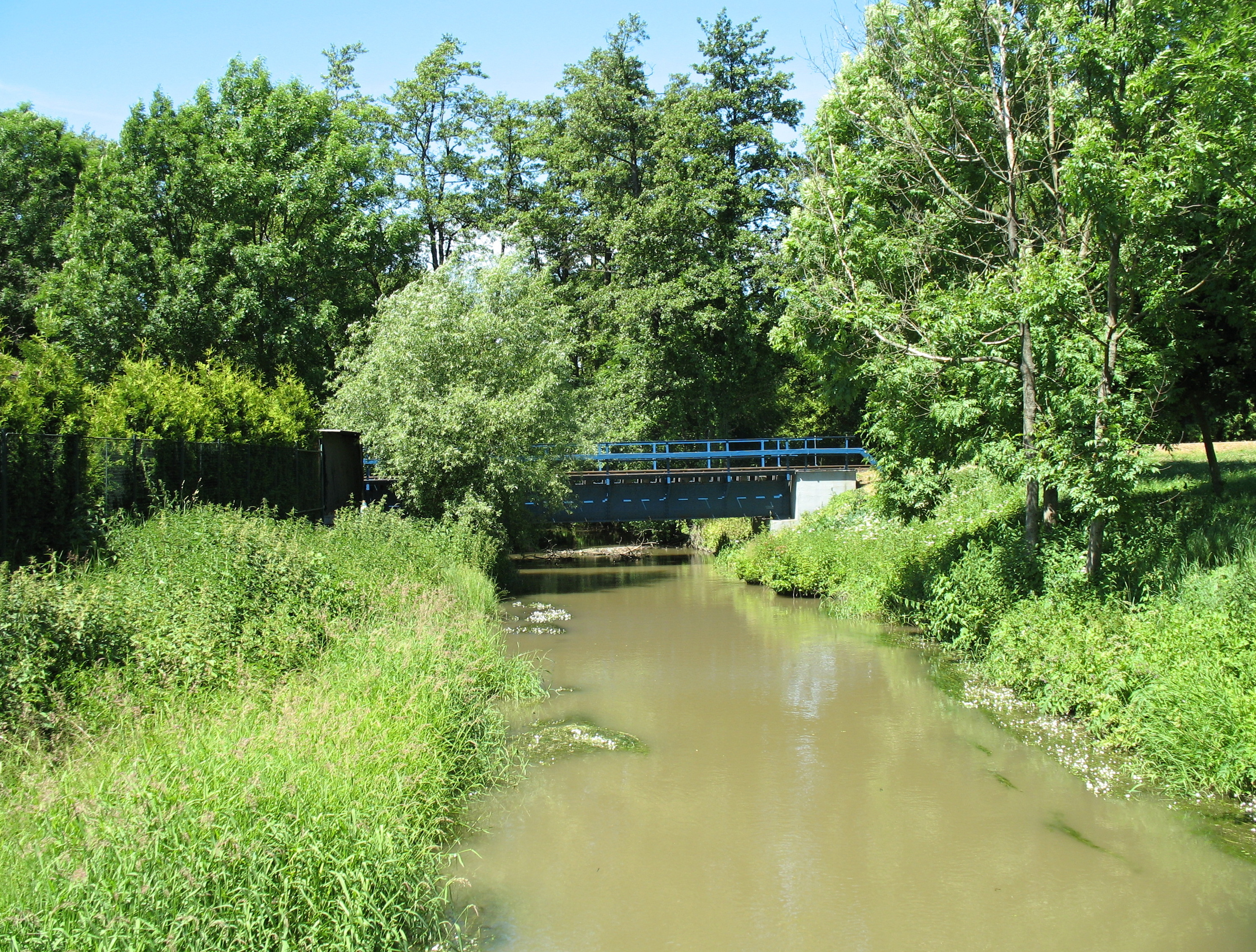
Železniční most u chráněného území
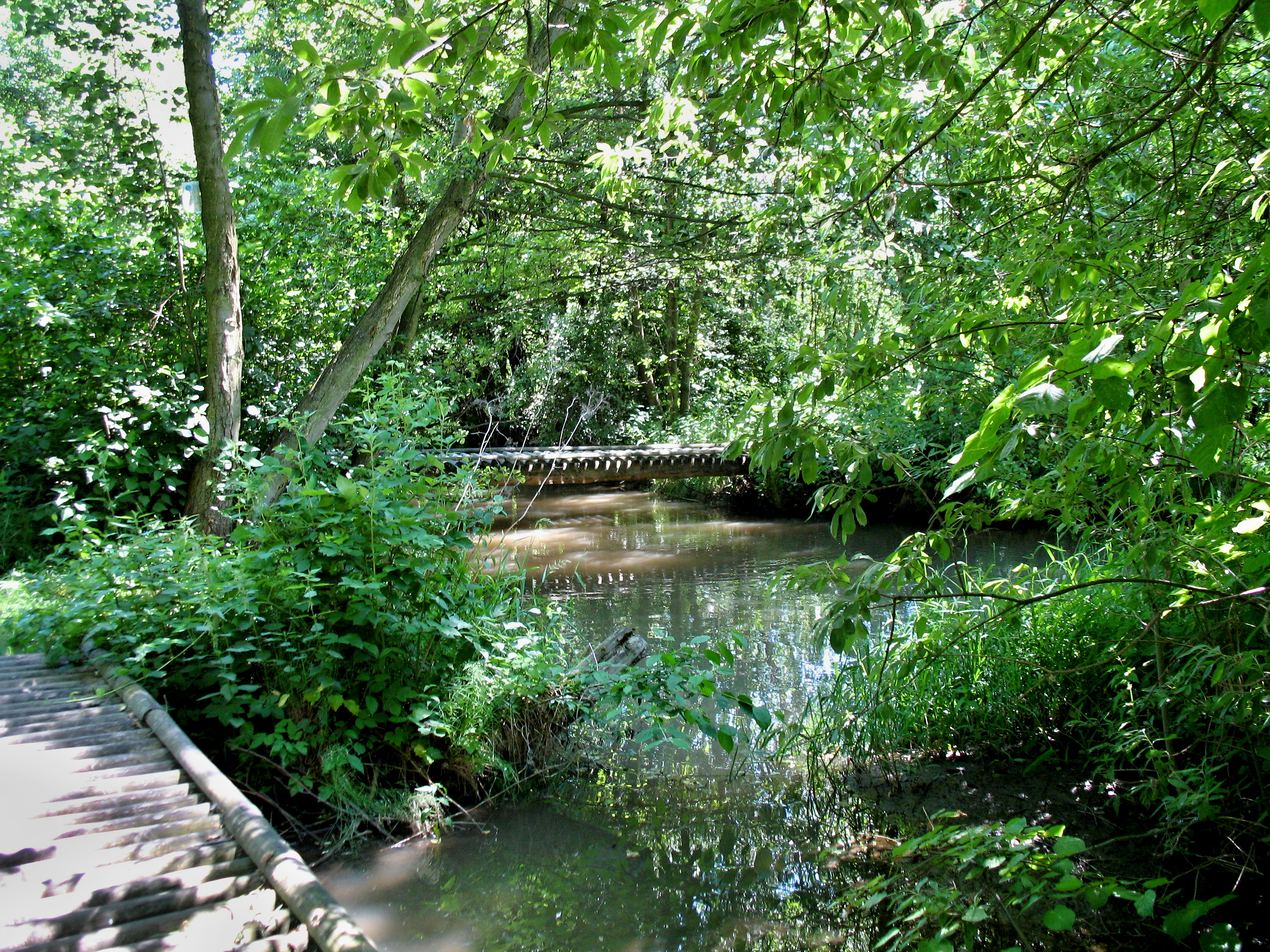
Lávky na naučné stezce Hvězda
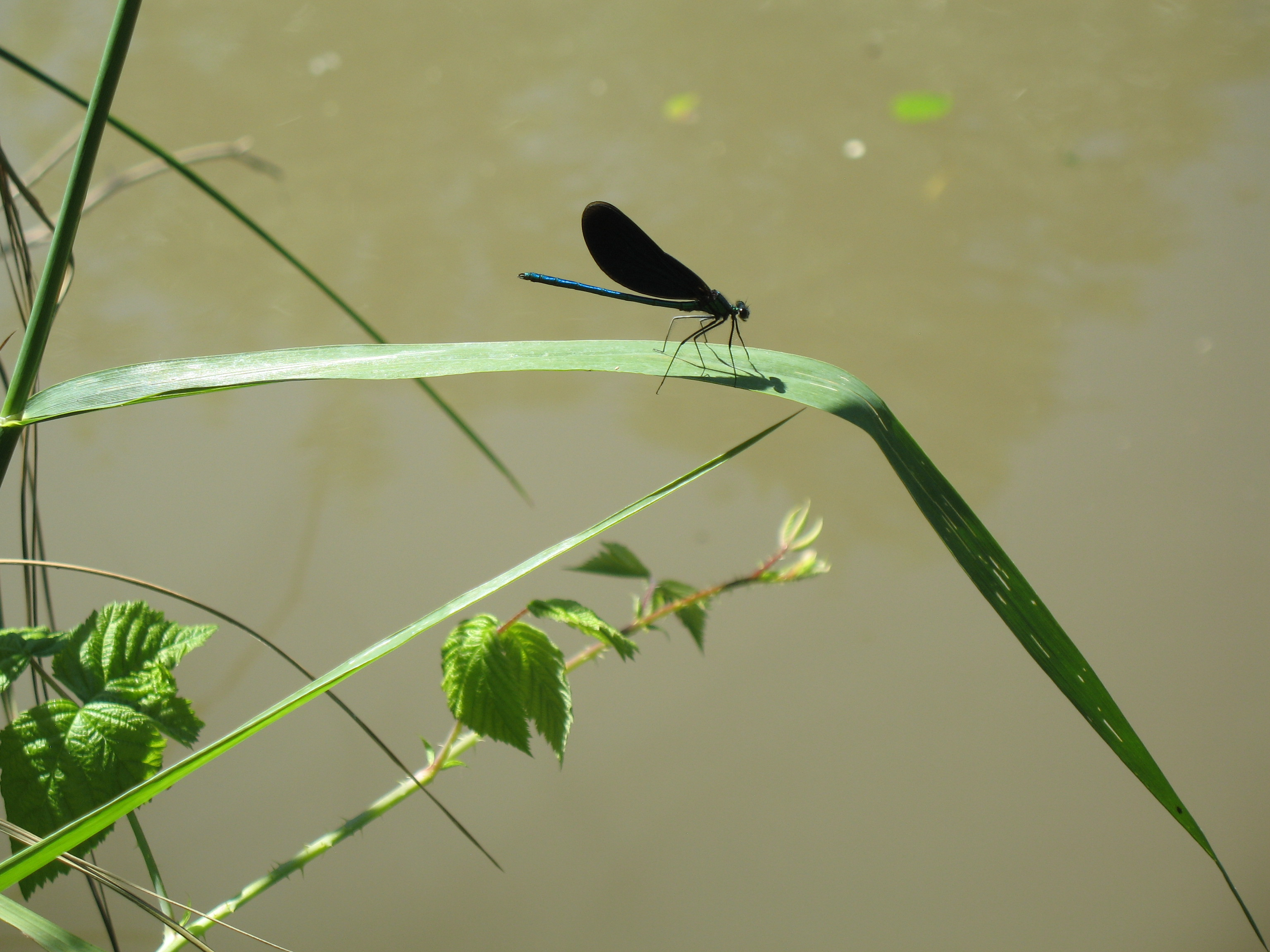
Vážka na pobřežním porostu u Malé Vody
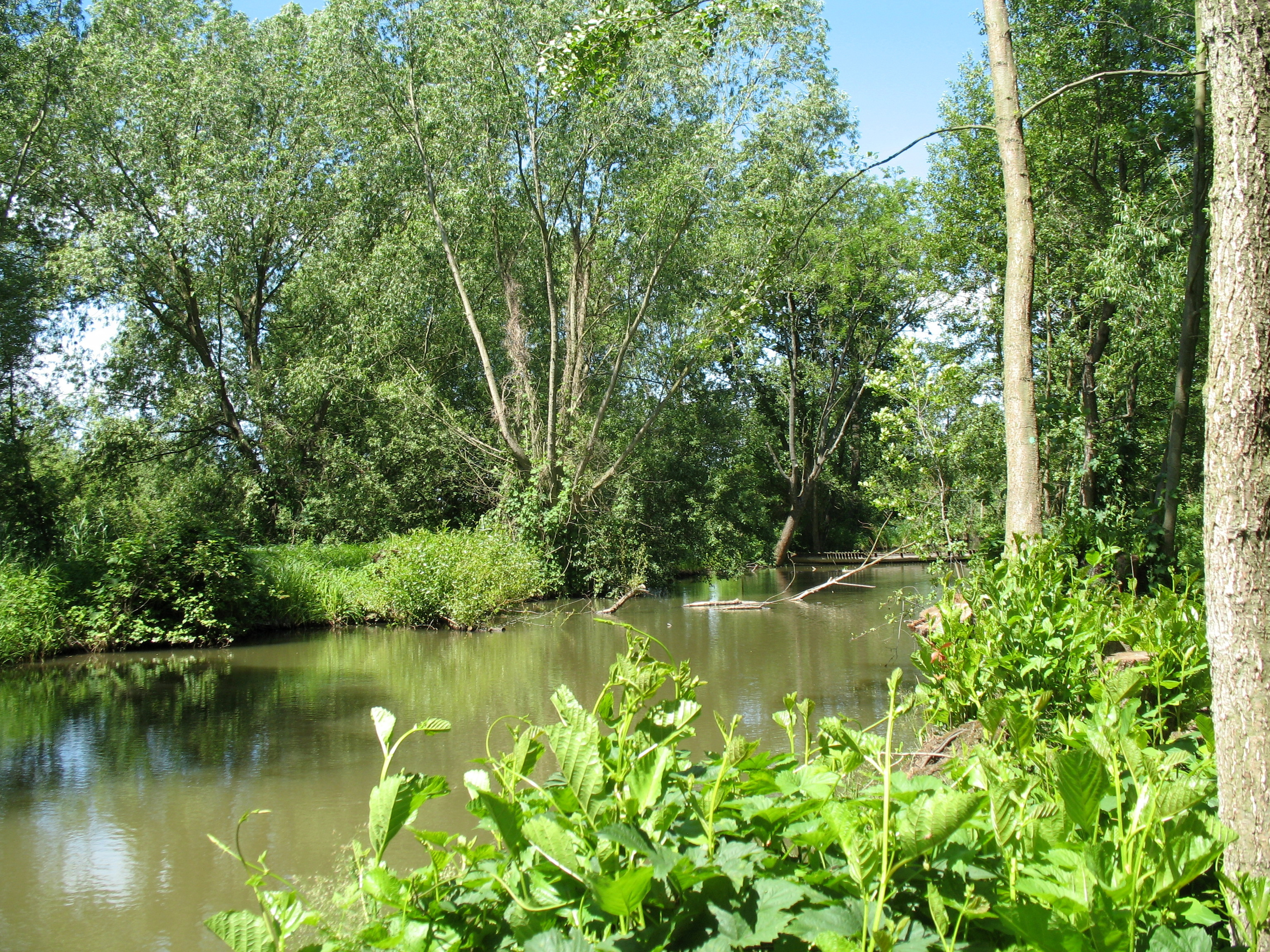
Rameno v severní části přírodní památky
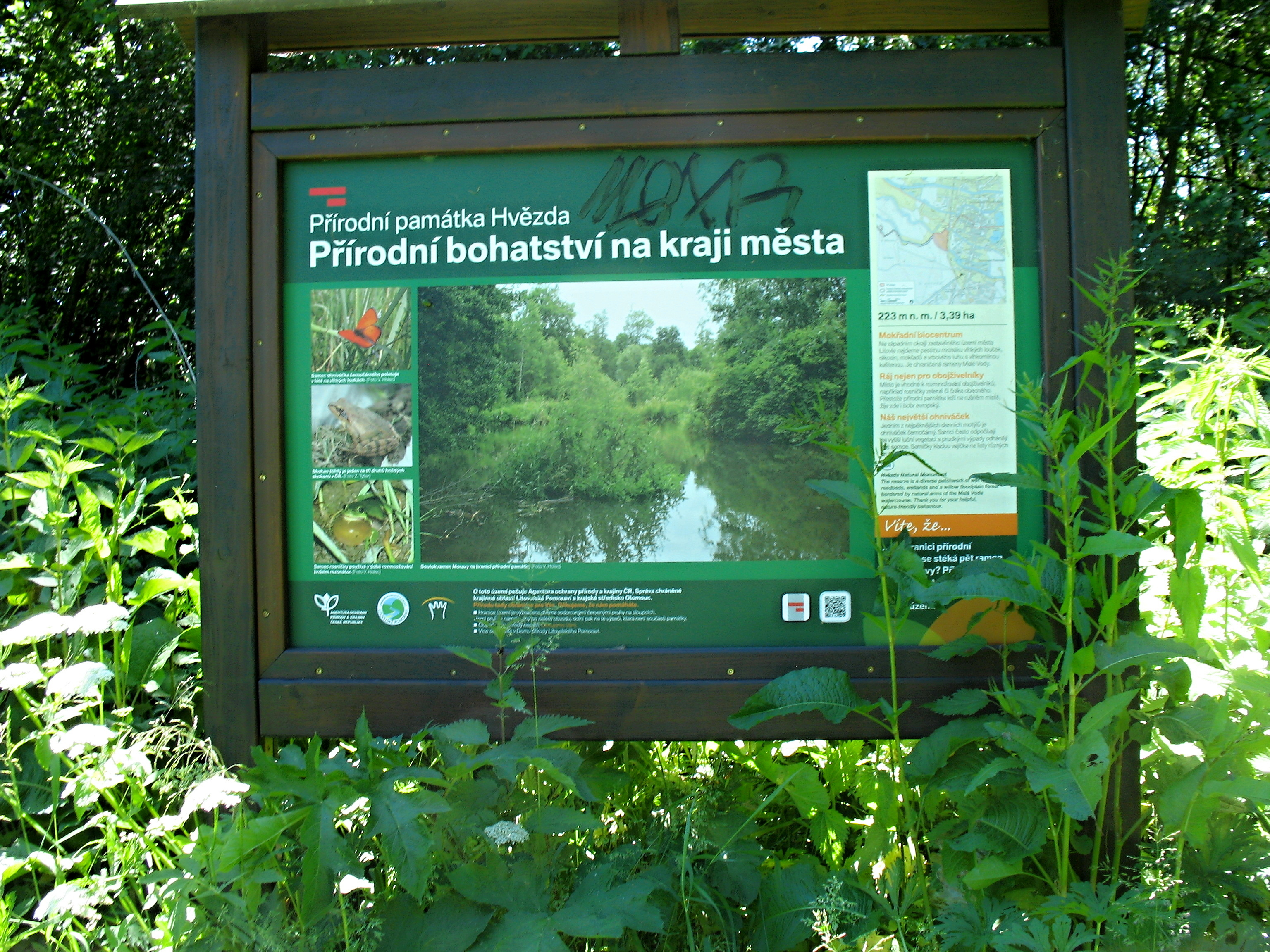
Informace s popisem předmětu ochrany
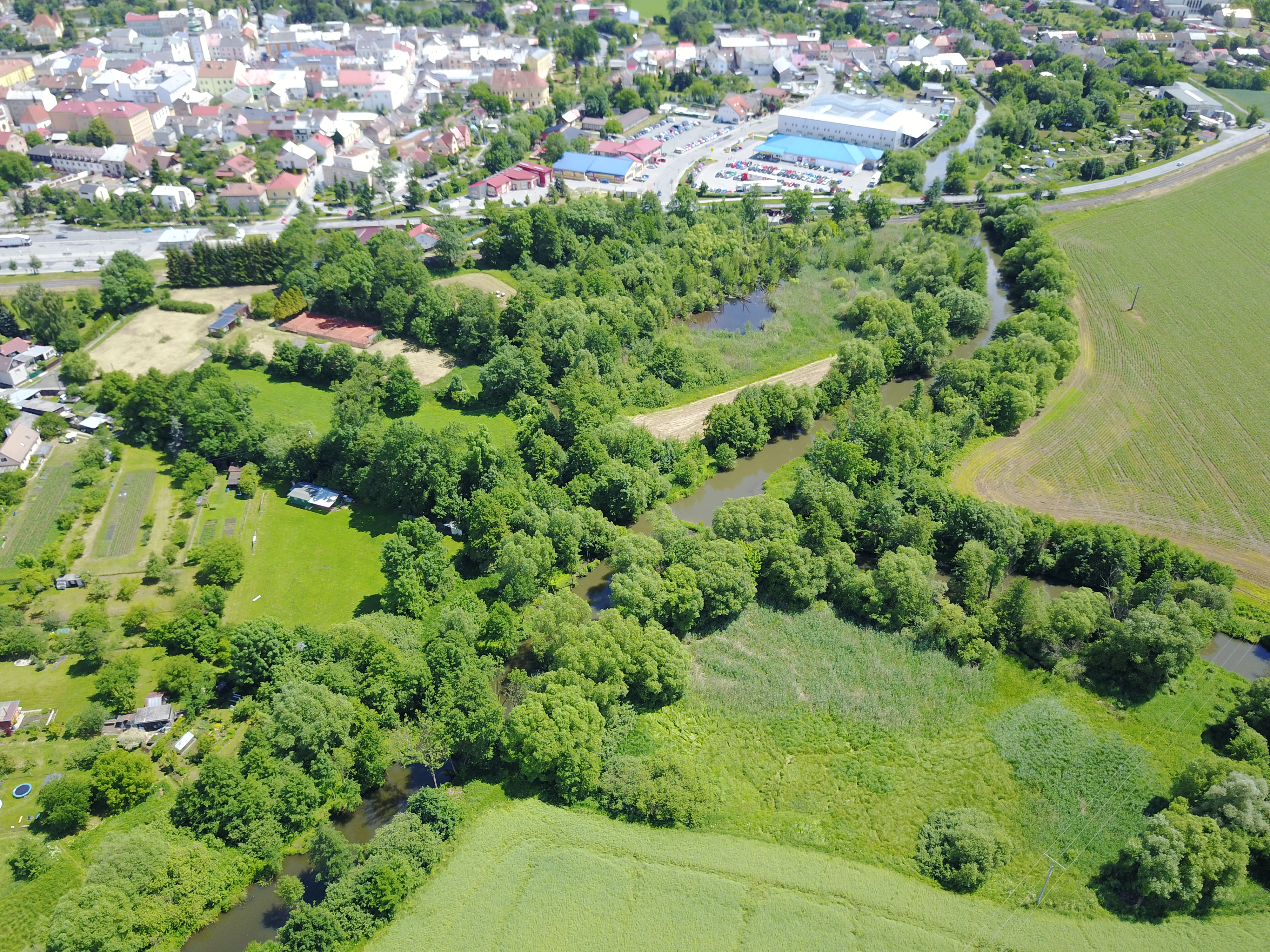
Letecký pohled